# Sansón (luchador)
Sansón (Lagos de Moreno, Jalisco, 1994) es un luchador profesional mexicano enmascarado, quien actualmente tiene contrato con Lucha Libre AAA Worldwide (AAA). Es mejor conocido por su trabajo para el Consejo Mundial de Lucha Libre (CMLL). El verdadero nombre del Sansón no es una cuestión de registro público, como suele ser el caso de los luchadores enmascarados en México, donde sus vidas privadas se mantienen en secreto de los fanáticos de la lucha libre.
Es un luchador profesional de segunda generación, parte de la familia Reyes que incluye a sus tíos Cien Caras, Máscara Año 2000 y Universo 2000, así como a sus primos El Cuatrero, Forastero, Máscara Año 2000 Jr. y Universo 2000 Jr.

## Carrera

### Consejo Mundial de Lucha Libre (2014-2021)
A principios de 2014, los hermanos Reyes comenzaron a trabajar en Guadalajara para los promotores locales del Consejo Mundial de Lucha Libre (CMLL) en la Arena Coliseo, así como a entrenar en la escuela de lucha libre del CMLL con los entrenadores Último Guerrero, Virus y Franco Colombo. Hicieron su debut en el CMLL el 25 de marzo de 2014, haciendo equipo con su tío Universo 2000 en una derrota ante el trío de Blue Panther, Sagrado y Valiente. Mientras trabajaban en Guadalajara, Cuatrero y Sansón compitieron en un torneo para determinar los contendientes número uno para el Campeonato de Parejas de Occidente local, pero los dos fueron eliminados por el equipo de Flash y Flash II. Los hermanos se unieron a Jocker para un torneo de tríos, y los ganadores fueron coronados como los nuevos Campeones de Tríos de Occidente. El equipo llegó hasta el partido final del torneo, pero fueron derrotados por Furia Roja, Mr. Trueno y Ray Trueno. El 11 de noviembre de 2015, Cuatrero y Sansón hicieron equipo con su primo Forastero para ganar el Campeonato de Tríos de Occidente.
El primer combate de Sansón en la Arena México, sede principal del CMLL, se llevó a cabo el 12 de enero de 2016, donde él y su hermano compitieron en la versión 2016 del torneo La Copa Junior. Durante el combate, eliminó a Soberano Jr. antes de ser eliminado por Esfinge más tarde en el combate. En ese momento, los hermanos Reyes comenzaron a ser referidos como Nueva Generación Dinamita como una referencia a su herencia. El 18 de marzo de 2016, Nueva Generación Dinamita trabajó en su primer gran espectáculo para CMLL, derrotando a Soberano Jr. y Oro Jr. en el partido de apertura del evento Homenaje a Dos Leyendas de ese año.. CMLL decidió que tanto El Cuatrero como Sansón participaran en su Torneo Gran Alternativa, donde los luchadores más jóvenes se unen a los luchadores veteranos establecidos para un torneo de parejas. Sansón fue emparejado con El Terrible para el torneo, pero el dúo perdió ante Pegasso y Máscara Dorada en la primera ronda del torneo.
En abril de 2017, Sansón participó en su segundo torneo La Copa Junior. Después de trabajar en la Ciudad de México durante más de un año, ganando experiencia en el ring, CMLL decidió impulsar a Sansón al hacer que ganara su bloque clasificatorio al eliminar finalmente a Blue Panther Jr. La semana siguiente, Sansón perdió ante Soberano Jr., el único luchador al que eliminó el año anterior. CMLL siguió emparejando a Sansón y Soberano Jr. uno contra el otro a medida que ambos avanzaban a la final de la Gran Alternativa 2017. El 16 de junio, Soberano Jr. y Carístico derrotaron a Sansón y Último Guerrero para ganar el torneo.
El 10 de agosto de 2021, CMLL anunció la salida de Nueva Generación Dinamita.

## Campeonatos y logros
- Consejo Mundial de Lucha Libre
  - Campeonato Mundial de Tríos del CMLL (1 vez) – con El Cuatrero y Forastero
  - Campeonato Nacional de Tríos (1 vez) – con El Cuatrero y Forastero
  - Campeonato Occidente de Tríos (1 vez) – con El Cuatrero y Forastero
  - Copa Dinastía (2017) – con El Cuatrero y Forastero[9]

- Lucha Libre AAA Worldwide
  - Campeonato Mundial en Parejas de AAA (2 veces) – con Forastero
  - Campeonato Mundial de Tríos de AAA (1 vez) – con El Cuatrero y Forastero